# Confederación Paraguaya de Básquetbol
Der Paraguayische Basketballverband ist der offizielle Basketballverband in Paraguay. Er hat seinen Sitz in Asunción.

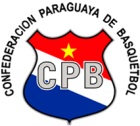
Logo Verband

## Geschichte und Aufgaben
Der Verband wurde 1944 gegründet und ist seit 1947 Mitglied der Fédération Internationale de Basketball (FIBA) und ist damit auch Mitglied der FIBA Amerika. Präsident des Verbandes ist zur Zeit Carlos Maria Ljubetic. Sein Generalsekretär ist Carlos A. Sacco.
Der Verband ist für die Organisation, Leitung und Entwicklung des Basketballsports in Paraguay verantwortlich. Der Verband vertritt den Basketballsport gegenüber Behörden sowie nationalen und internationalen Sportorganisationen.
Zusätzlich verteidigt der Verband auch die moralischen und materiellen Interessen des Paraguayischen Basketballs. Der Verband organisiert die Nationale Meisterschaft und ist für die Paraguayische Basketballnationalmannschaft und die Paraguayische Basketballnationalmannschaft der Damen verantwortlich.

## Infos zum Verband
| Kriterium               | Fakten                |
| ----------------------- | --------------------- |
| Gründungsjahr           | 1944                  |
| Jahr des FIBA-Beitritts | 1947                  |
| Kontinental Verband     | FIBA-Amerika          |
| Sitz des Verbandes      | Asunción              |
| Präsident               | Carlos Maria Ljubetic |
| Generalsekretär         | Carlos A. Sacco R.    |
| Höchste Liga            |                       |
| Sonstiges               |                       |